# Adrien Voisard-Margerie
Pour les articles homonymes, voir Voisard.
Adrien Voisard-Margerie, né à Honfleur le 28 avril 1867 et mort dans la même ville le 20 juillet 1954, est un peintre français. 

## L'œuvre
Peintre animalier paysagiste, Adrien Voisard-Margerie est l'élève de Charles Denet, puis, reçu aux Beaux-Arts de Paris en 1888, il suit l’enseignement des peintres Fernand Cormon et Léon Bonnat aux côtés de Vincent van Gogh et Henri de Toulouse-Lautrec. Il peint d'ailleurs Toulouse-Lautrec dans son atelier (1895). Les deux artistes résident rue Caulaincourt à Paris. Il fréquente les impressionnistes d'alors mais oriente ensuite son activité vers la peinture animalière et les scènes de la vie rurale.

## Activité artistique
Son œuvre réaliste s'est construite autour de la peinture du monde animal dans le grand courant de retour à la vie paysanne et au terroir, qui marque la IIIe République naissante. La richesse de sa palette atteste de l’influence des impressionnistes qu'il a côtoyés dans l’ambiance de Saint-Siméon. Il a des commandes dans le monde entier avec de nombreuses expositions mais il élargit progressivement sa palette vers les paysages du Pays d’Auge et l’estuaire de la Seine. Voisard-Margerie est l'ami de nombreux artistes de cette époque, en particulier de Edmond Petitjean, Raymond Bigot et Adolphe Marais, mais aussi de la poétesse Lucie Delarue-Mardrus qui est une fervente admiratrice du peintre.

## Vie honfleuraise et postérité
Voisard-Margerie vécut de 1901 à sa mort en 1954, à la Belle-Épine, propriété sise en pleine nature à la limite de Honfleur. Il est nommé conservateur du musée de Honfleur en 1932 et préside à la création de la Société des artistes honfleurais en 1950.

## Distinctions
Sociétaire du Salon des artistes français, il obtient une médaille de 3e classe en 1900, une médaille de 2e classe or en 1906 et sera hors concours en 1907. Il obtient une médaille d'or au salon de Seattle en 1909. Officier d'Académie en 1898, officier de l'Instruction publique en 1923 et enfin chevalier de la Légion d'honneur en 1932.
Une rétrospective Voisard-Margerie se tient en 1957 au grenier à sel de Honfleur. Il figure lors de l’exposition de 1984 Honfleur et ses peintres et lors de l’exposition de 1997 la vache au salon.
En 2009 et 2010, deux expositions lui sont consacrées à Équemauville. Deux de ses toiles sont exposées au manoir de Villers lors du festival Normandie impressionniste[réf. nécessaire].

## Collections publiques
- Honfleur, Musée Eugène Boudin : Toulouse-Lautrec et son modèle, huile sur toile et 13 autres tableaux
- Caen, Musée des Beaux-Arts : Taureau à l’étable, huile sur toile, 1894 (inv 231)[1].

- Périgueux, Musée archéologique du Périgord : Barque de pèche au soleil couchant (inv B1328)

- Bernay, Musée des Beaux-Arts : Taureaux à l’abreuvoir

- Évreux, Musée d’Art, Histoire et Archéologie : Deux jeunes taureaux (89 × 129 cm) (inv 8022)

- Pont-Audemer, Musée Alfred-Canel : 
  - Étude de moutons, huile sur bois, 1909[2].
  - Canal à Pont-Audemer, rue aux Pâtissiers, huile sur bois, 1912[3].
  - Rue des Pâtissiers